# 알렐루야
알렐루야(Alleluia, /ˌɑːləˈlʊjə, -jɑː/ AL-ə-LOO-yə, -⁠yah; 히브리어에서 유래 ללויו‎(hal'luyáh) '야훼를 찬양하라')는 기독교에서 하느님께 찬양을 드리는 데 사용되는 문구이다. 기독교 예배에서 알렐루야는 일반적으로 시편의 성경 구절과 결합된 전례 성가로 사용된다. 이 성가는 복음이 선포되기 전에 흔히 사용된다. 서방 기독교에서는 일반적으로 회중들이 사순절 기간 동안 알렐루야라는 단어 사용을 중단했다가 부활절 예배에 다시 사용한다. 찬양의 형태인 "알렐루야"는 기독교인들이 하느님께 감사하고 영광을 돌리기 위해 사용한다. 그것은 많은 기도와 찬송가, 특히 "예수 부활했으니"와 같이 부활절과 관련된 기도문과 찬송가에 나타나 있다.

## 같이 보기
- 할렐루야